# Hatem Aqel
Hatem Mohammad Yusuf Aqel (Amman, 20 giugno 1978) è un ex calciatore giordano, di ruolo difensore.

## Carriera

### Club
Comincia a giocare in patria, all'Al-Faisaly, in cui milita fino al 2009, vincendo più volte il campionato e la coppa nazionale. Nel gennaio 2010 si trasferisce in Arabia Saudita, all'Al-Ra'ed. Nell'estate 2011 torna all'Al-Faisaly. Nel gennaio 2012 passa all'Al-Arabi Irbid. Nell'estate 2012 torna all'Al-Faisaly. Nel 2013 viene acquistato dal That Ras.

### Nazionale
Ha debuttato in Nazionale nel 2000. Ha partecipato, con la Nazionale, alla Coppa d'Asia 2004 e alla Coppa d'Asia 2011. Ha collezionato in totale, con la maglia della Nazionale, 99 presenze e 9 reti.